# Мосеевское сельское поселение (Вологодская область)
Муниципальное образование «Мосеевское» — сельское поселение в северо-западной части Тотемского муниципального района Вологодской области.
Административный центр — деревня Мосеево. Расстояние до районного центра — города Тотьма — 26 км.
Образовано в соответствии с законом Вологодской области от 6 декабря 2004 года № 1124-ОЗ «Об установлении границ Тотемского муниципального района, границах и статусе муниципальных образований, входящих в его состав». В состав сельского поселения вошли сельсоветы:
- Заозерский (ОКАТО 19 246 816, 4 населённых пункта)
- Мосеевский (ОКАТО 19 246 836, 12 населённых пунктов)
- Середской (ОКАТО 19 246 856, 13 населённых пунктов)[2].

## География
Граничит:
- на северо-западе с Верховажским муниципальным районом
- на северо-востоке с Тарногским муниципальным районом
- на востоке с Пятовским сельским поселением
- на юге с Вожбальским сельским поселением
- на западе с Сямженским муниципальным районом

По территории протекают реки Двиница, Порста, Кулой, Чертежница. Кулой вытекает из Сондужского озера и протекает озёра Глубокое, Гладкое, Кочеватое.

## Экономика
- сельскохозяйственное предприятие — ООО «Мосеево»,
- КФХ Капустиной.

## Власть
Действующая система органов местного самоуправления района учреждена Уставом Тотемского муниципального района Вологодской области, принятым решением № 101 Тотемского районного муниципального Собрания 19 июля 2005 года.
Местное самоуправление в поселении осуществляется на основании Устава, который был утверждён решением совета депутатов Мосеевского сельского поселения Тотемского муниципального района Вологодской области от 8 августа 2005 года.
Глава муниципального образования Красавин Василий Анатольевич, избран 5 июня 2005 года (количество голосов «за» — 62,34 %), он же является также председателем представительного органа. Количество депутатов в представительном органе — 10.
Администрация поселения расположена по адресу: 161317 Вологодская область, Тотемский район, д. Мосеево, дом 17

## Населённые пункты
В 1999 году был утверждён список населённых пунктов Вологодской области. До 1 марта 2010 года состав сельского поселения не изменялся.
С 2021 года в состав сельского поселения входят 27 деревень.
| Населённый пункт         | ОКАТО          | Рег. номер | Расстояние до районного центра, км | Расстояние до центра поселения, км | Координаты                      |
| ------------------------ | -------------- | ---------- | ---------------------------------- | ---------------------------------- | ------------------------------- |
| деревня Антушева Гора    | 19 246 856 002 | 6314       | 80                                 |                                    | 60°20′45″ с. ш. 41°56′11″ в. д. |
| деревня Бобровица        | 19 246 836 002 | 6219       | 29                                 | 3                                  | 60°09′25″ с. ш. 42°23′39″ в. д. |
| деревня Великий Двор     | 19 246 836 003 | 6220       | 27                                 | 1                                  | 60°09′44″ с. ш. 42°26′25″ в. д. |
| деревня Вершининская     | 19 246 856 004 | 6316       | 77                                 |                                    | 60°19′20″ с. ш. 41°55′25″ в. д. |
| деревня Гавшино          | 19 246 856 005 | 6317       | 71                                 |                                    | 60°21′21″ с. ш. 42°04′31″ в. д. |
| деревня Горка            | 19 246 836 004 | 6221       | 27                                 | 1                                  | 60°09′34″ с. ш. 42°27′13″ в. д. |
| деревня Данилов Починок  | 19 246 816 001 | 6158       | 51                                 |                                    | 60°16′22″ с. ш. 42°15′28″ в. д. |
| деревня Дягилево         | 19 246 836 005 | 6222       | 27                                 | 1                                  |                                 |
| деревня Жаровский Погост | 19 246 856 006 | 6318       | 77,5                               |                                    |                                 |
| деревня Зыков Конец      | 19 246 836 006 | 6223       | 25                                 | 2                                  | 60°09′02″ с. ш. 42°28′18″ в. д. |
| деревня Кожинская        | 19 246 836 007 | 6225       | 31                                 | 7                                  | 60°09′25″ с. ш. 42°21′03″ в. д. |
| деревня Кондратьевская   | 19 246 836 008 | 6224       | 27                                 | 1                                  | 60°09′15″ с. ш. 42°28′22″ в. д. |
| деревня Концевская       | 19 246 856 007 | 6319       | 69                                 |                                    | 60°20′25″ с. ш. 42°04′00″ в. д. |
| деревня Мартыновская     | 19 246 816 002 | 6159       | 58                                 |                                    | 60°14′26″ с. ш. 42°09′13″ в. д. |
| деревня Мелешово         | 19 246 816 003 | 6160       | 47                                 |                                    | 60°15′01″ с. ш. 42°16′15″ в. д. |
| деревня Мосеево          | 19 246 836 001 | 6218       | 26                                 | 0                                  | 60°09′12″ с. ш. 42°26′54″ в. д. |
| деревня Никитин Починок  | 19 246 816 004 | 6161       | 54                                 |                                    | 60°15′48″ с. ш. 42°18′29″ в. д. |
| деревня Пелевиха         | 19 246 856 009 | 6321       | 68                                 |                                    | 60°19′49″ с. ш. 42°04′17″ в. д. |
| деревня Петрищева Гора   | 19 246 856 010 | 6322       | 80,5                               |                                    | 60°20′58″ с. ш. 41°56′18″ в. д. |
| деревня Середская        | 19 246 856 001 | 6313       | 67                                 |                                    | 60°19′25″ с. ш. 42°04′19″ в. д. |
| деревня Снежурово        | 19 246 856 011 | 6323       | 78,5                               |                                    | 60°19′49″ с. ш. 41°54′39″ в. д. |
| деревня Уваровская       | 19 246 856 012 | 6324       | 78                                 |                                    | 60°19′46″ с. ш. 41°55′13″ в. д. |
| деревня Филинская        | 19 246 856 013 | 6325       | 78                                 |                                    | 60°19′35″ с. ш. 41°54′55″ в. д. |
| деревня Филяково         | 19 246 836 010 | 6226       | 32                                 | 8                                  | 60°09′05″ с. ш. 42°20′08″ в. д. |
| деревня Фоминская        | 19 246 836 011 | 6227       | 30                                 | 6                                  | 60°09′22″ с. ш. 42°21′55″ в. д. |
| деревня Холкин Конец     | 19 246 836 012 | 6228       | 27,5                               | 1,5                                | 60°09′31″ с. ш. 42°28′20″ в. д. |
| деревня Часовное         | 19 246 836 013 | 6229       | 25                                 | 1                                  | 60°08′37″ с. ш. 42°27′07″ в. д. |

### Упразднённые населённые пункты
27 февраля 2021 года упразднены деревни Великодворская и Мелехов Починок.
| Населённый пункт        | ОКАТО          | Рег. номер | Расстояние до районного центра, км | Расстояние до центра поселения, км | Координаты                      |
| ----------------------- | -------------- | ---------- | ---------------------------------- | ---------------------------------- | ------------------------------- |
| деревня Великодворская  | 19 246 856 003 | 6315       | 74                                 |                                    | 60°17′29″ с. ш. 41°59′35″ в. д. |
| деревня Мелехов Починок | 19 246 856 008 | 6320       | 73                                 |                                    | 60°18′05″ с. ш. 41°59′35″ в. д. |